# 300 North LaSalle
300 North LaSalle ist ein Wolkenkratzer in der Innenstadt von Chicago, der von 2006 bis 2009 errichtet wurde. Der Name des Gebäudes leitet sich von seiner Adresse an der 300 North La Salle Street ab, einem Grundstück unmittelbar am Chicago River.
Es ist mit einer Höhe von 239 Metern momentan das 14-höchste Gebäude Chicagos. Der Großteil der 60 Stockwerke wird von Büroräumen des Eigentümers Hines Interstates Limited in Anspruch genommen. Das höchste Stockwerk liegt auf 226 Metern. Im Kern des Gebäudes verkehren insgesamt 32 Aufzüge, die eine Geschwindigkeit von bis zu sechs Metern pro Sekunde erreichen können. Architektonisch zeichnet es sich durch einen rechteckigen Grundriss mit kleineren „Einschnitten“ an den kurzen Seiten aus. Der Grundriss wird bis einschließlich zum Dach beibehalten, lediglich auf halber Höhe befindet sich ein kleiner, von außen kaum sichtbarer Rücksprung. Die Fassade wurde vollständig mit Glas verkleidet, was dem Bauwerk nach außen seinen silber-blauen Farbton verleiht.